# Ligne de Frasne à Verrières-de-Joux (frontière)
La ligne de Frasne à Verrières-de-Joux (frontière) est une ligne ferroviaire française de la région Franche-Comté longue de 28 kilomètres, à écartement standard et à voie unique. Elle commence en gare de Frasne, dessert la gare de La Rivière, la gare de Sainte-Colombe, la gare de Pontarlier, puis se dirige vers Verrières-de-Joux où elle se connecte au réseau des Chemins de fer fédéraux suisses par la ligne suisse d'Auvernier aux Verrières frontière. Ce maillon permet de relier la France à la Suisse offrant des liaisons Paris - Dijon - Neuchâtel - Berne et au-delà, longtemps emprunté par de prestigieux trains internationaux puis, depuis les années 1980, par le TGV.
Elle est mise en service en deux sections ouvertes en 1860 et 1862 par la Compagnie des chemins de fer de Paris à Lyon et à la Méditerranée (PLM). Elle est électrifiée également en deux sections équipées différemment, la première en 1956 par les Chemins de fer fédéraux suisses (CFF) et la seconde en 1958 par la Société nationale des chemins de fer français (SNCF). Cela a nécessité le déplacement des activités de gare frontière des Verrières à Pontarlier.
Elle constitue la ligne n°875 000 du Réseau ferré national.

## Histoire

### Chronologie
- 19 juin 1857, concession à la Compagnie PLM[1]
- 24 juillet 1860, mise en service de Pontarlier aux Verrières et à la frontière suisse[1]
- 15 novembre 1862, mise en service de Frasne à Pontarlier[2]
- 3 juin 1956, mise en service de l'électrification de Pontarlier aux Verrières (15 kV - 16,66 Hz)[3]
- 25 avril 1958, mise en service de l'électrification de Frasne à Pontarlier (25kV - 50 Hz)[4]

### Origine de la ligne
L'origine de la ligne actuelle remonte à la création de la Compagnie des chemins de fer de Paris à Lyon et à la Méditerranée (PLM). Le 11 avril 1857, une convention est signée entre le ministre de l'Agriculture, du Commerce et des Travaux publics, et les Compagnies du chemin de fer de Paris à Lyon et du chemin de fer de Lyon à la Méditerranée, qui fusionnent, pour réunir leurs divers concessions en une seule. Dans son article 7, l'État concède plusieurs lignes à réaliser, sans subvention ni garantie d'intérêt, à la nouvelle compagnie PLM. Au troisième point de cet article, le tracé de l'une d'entre elles est défini comme devant aller « d'un point à déterminer de la ligne de Dôle à Salins à la frontière suisse, ledit chemin passant par ou près de Pontarlier et aboutissant à ou près Les Verrières, avec embranchement sur Jougne ». Cette convention est approuvée par le décret impérial du 19 juin 1857,.
Ce projet en relation avec le réseau de la Compagnie du chemin de fer franco suisse, qui est liée financièrement avec la compagnie PLM, doit permettre des relations avec le centre de la Suisse, via Neuchâtel.

### Verrières-de-Joux (frontière) à Pontarlier
Le tracé est autorisé en février 1859. Le chantier concerne 11 kilomètres de voie sur un profil assez facile de la frontière située à 921 mètres d'altitude, à la gare de Pontarlier à 837 mètres. Les travaux de terrassement débutent entre mars et juillet 1859 pour s'achever un peu plus d'un an plus tard le 24 juillet 1860. La mise en service de l'exploitation est commune avec la ligne suisse ce qui ouvre un chemin de fer long de 53 km entre Neuchâtel et Pontarlier.

### Frasne à Pontarlier
À l'origine, la section de ligne à construire s'établit depuis Mouchard, mais le découpage ultérieur du réseau inclut le tronçon de Mouchard à Frasne, le plus difficile, dans la ligne de Dijon-Ville à Vallorbe (frontière). De Frasne à Pontarlier, le chantier concerne un tracé plutôt facile situé sur les hauteurs du plateau de Frasne dans des sols caillouteux, parfois tourbeux et marécageux. Une seule gare intermédiaire (La Rivière) est établie sur le territoire de la commune de La Rivière-Drugeon peu avant le pont sur le Drugeon. La mise en exploitation de Mouchard à Pontarlier, par Frasne, a lieu le 15 novembre 1862.

### Modernisation et électrification
Durant la Seconde Guerre mondiale, la circulation ferroviaire est interrompue entre la France et la Suisse ; les occupants en profitent pour démonter la seconde voie depuis Frasne durant l'automne 1943.
Après guerre, les difficultés de traction, en raison des longues rampes et du climat hivernal rigoureux, ont milité pour l'électrification de la ligne en courant monophasé. Une vaste campagne de modernisation est alors engagée, avec le soutien, et les capitaux, des autorités suisses. Elle porte sur la modernisation des gares d'évitement avec, dans chacune, une voie de 700 mètres abordable à 60 km/h, la pose du block manuel unifié avec cantons de 2 000 à 3 000 mètres et la création de postes d'aiguillage tout relais à transit souple (PRS), et la reprise des quais de la gare de Frasne avec allongement des quais à 420 mètres.
La première section à être électrifiée est celle de la frontière suisse à Pontarlier, en 15 kV - 16,66 Hz le 3 juin 1956, par les Chemins de fer fédéraux suisses (CFF). Il en résulte un report des activités de gare frontière, entre la Suisse et la France, à Pontarlier où vont, à partir de cette date, s'effectuer les contrôles douaniers et de police pour les voyageurs, ainsi que les changements de locomotives.
La deuxième section, de Frasne à Pontarlier, est électrifiée par la SNCF en 25 kV - 50 Hz le 25 avril 1958. La gare de Pontarlier est dotée d'une zone neutre entre les deux types de tension, imposant une arrivée des trains en marche sur l'erre et le dégagement des machines par un locotracteur ou l'engin de reprise.
Cette opération permet d'importants gains de temps, la fin du renfort systématique de traction en sens impair depuis Mouchard, et met fin à la traction vapeur et à la présence des 240 A PLM, 241 A, 141 C, D, E puis aux machines unifiées 141 P de Dole, aux 141 R fuel de Dijon et aux 141 R charbon de Dole.

## Caractéristiques

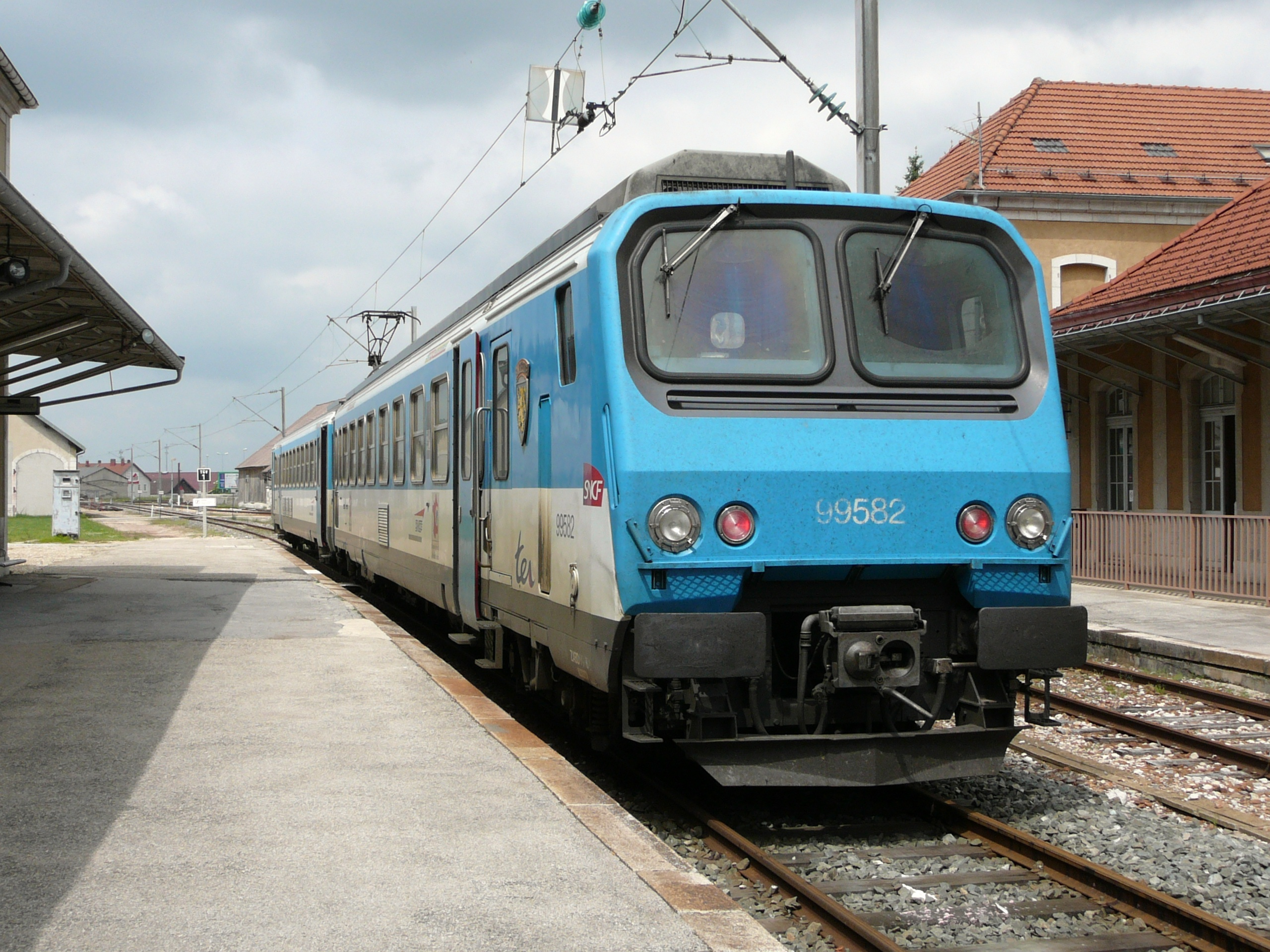
Une Z2 (Z 9500) stationnée en gare de Pontarlier, sous la section de séparation 15/25 kV.

### Tracé
La ligne débute en gare de Frasne, à 858 mètres d'altitude, en parallèle avec la ligne de Dijon-Ville à Vallorbe (frontière). Elle se débranche ensuite en prenant la direction du nord-est en suivant un tracé constitué de grande courbes sur ce haut plateau de Frasne jusqu'à la gare de La Rivière. Peu après, elle franchit le Drugeon puis, toujours dans la même direction, elle traverse la gare de Sainte-Colombe et passe près de Granges-Narboz avant de rejoindre l'ancienne ligne de Pontarlier à Gilley avant d'entrer en gare de Pontarlier et son faisceau de voies marchandises,. Ce tronçon présente des rampes atteignant 11 ‰.
À la sortie de cette gare, elle rejoint le Doubs dont elle suit la rive droite en direction du sud, avant de franchir cette rivière par un pont biais. Elle est alors parallèle à la route nationale 57 dans la cluse de Pontarlier, étroit passage autrefois commandé par le fort de Joux. Après avoir croisé la route nationale par un passage à niveau, à La Cluse-et-Mijoux, elle reprend en montée sur un axe nord-est, passe à Verrières-de-Joux, où il n'y a plus de gare, et arrive à la frontière entre la France et la Suisse à 920,70 mètres d'altitude. Elle est ensuite prolongée par la Ligne d'Auvernier aux Verrières frontière (-Pontarlier) peu avant la gare des Verrières, toujours en rampe continue atteignant 11 ‰,.

### Équipement
La ligne, à voie unique banalisée, offre la particularité d'avoir deux sections bien distinctes : de Frasne à Pontarlier et de Pontarlier à la frontière.
La section de Frasne à Pontarlier, dispose d'un système d'électrification à courant alternatif 25 kV, de la signalisation de type BAPR à compteurs d'essieux et du contrôle de vitesse par balises (KVB).
La section de Pontarlier à la frontière, dispose d'un système d'électrification à courant alternatif 15 kV (comme le réseau Suisse) et de la signalisation de type Block manuel Intégra (Suisse). Ce tronçon suit les prescriptions de circulation suisses comme le tronçon suivant de la frontière à la gare des Verrières, en territoire suisse. Des Verrières à Pontarlier la signalisation est de type suisse, même ceux d'entrée et de sortie de Pontarlier et y compris ceux provisoirement installés pour des chantiers. Les check-lists  utilisées par les chefs-circulation de Pontarlier, pour des problèmes sur l'appareil d'enclenchement pour les trains se dirigeant vers Les Verrières, suivent également dans leur rédaction le modèle suisse. Par contre sur ce même tronçon, la réglementation française est appliquée pour les passages à niveau en cas de dysfonctionnement et la SNCF est chargée de la gestion d'un éventuel événement survenant entre Pontarlier et la frontière.

### Vitesse limite
La vitesse limite de la ligne en 2014 pour tous les types de trains est fixée à 120 km/h de Frasne à Pontarlier mais les trains de certaines catégories, comme les trains de marchandises, sont soumis à des limites plus faibles.

## Exploitation à l'origine
L'exploitation débute le 24 juillet 1860 avec des trains omnibus qui circulent entre les gares de Neuchâtel en Suisse et Pontarlier en France. Le trajet demande 2 h 10 min pour parcourir les 51 kilomètres de la ligne qui passe par la frontière à Verrières-de-Joux. Durant les deux années qui précèdent l'ouverture du lien avec la gare de Mouchard, la ligne de Pontarlier à la frontière offre la particularité de ne pas être en relation avec le réseau français mais seulement avec celui de la Suisse. Ceci nécessite d'avoir à la gare de Pontarlier un service de voitures pour rejoindre Mouchard et les trains du réseau français.
La mise en service le 15 novembre 1862 de la section de Mouchard à Pontarlier, via Frasne, permet l'ouverture de la relation ferroviaire internationale de Paris à Berne la plus courte (574 km).
Après la Seconde Guerre mondiale, la desserte internationale à longue distance repose sur le train nocturne 529/530, plus tard nommé Direct-Orient, de Calais et Paris à Trieste, composé de voitures directes Paris - Milan et Interlaken via Berne. La desserte internationale diurne est constituée par le train rapide 505/506 avec des voitures Paris - Milan via Berne. La desserte locale est assurée par un autorail ABJ et se limite à trois allers-retours quotidiens entre Dole et Pontarlier.

## Exploitation actuelle
Le trafic TER se résume à une douzaine d'allers-retours quotidiens en semaine. Le week-end, il n'y a que trois trains vers Pontarlier quotidiens et quatre vers Frasne.
Il n'y a presque plus de Fret sur cette ligne.
Il n'y a pas d'autre liaison régulière sur cette ligne

## Matériel circulant sur la ligne
- Z 9500; Z 9600 de Dijon.
- Z 27500 de Dijon.
- X 73500 de Dijon.
- RBDe 562 des CFF.

## Galerie de photographies

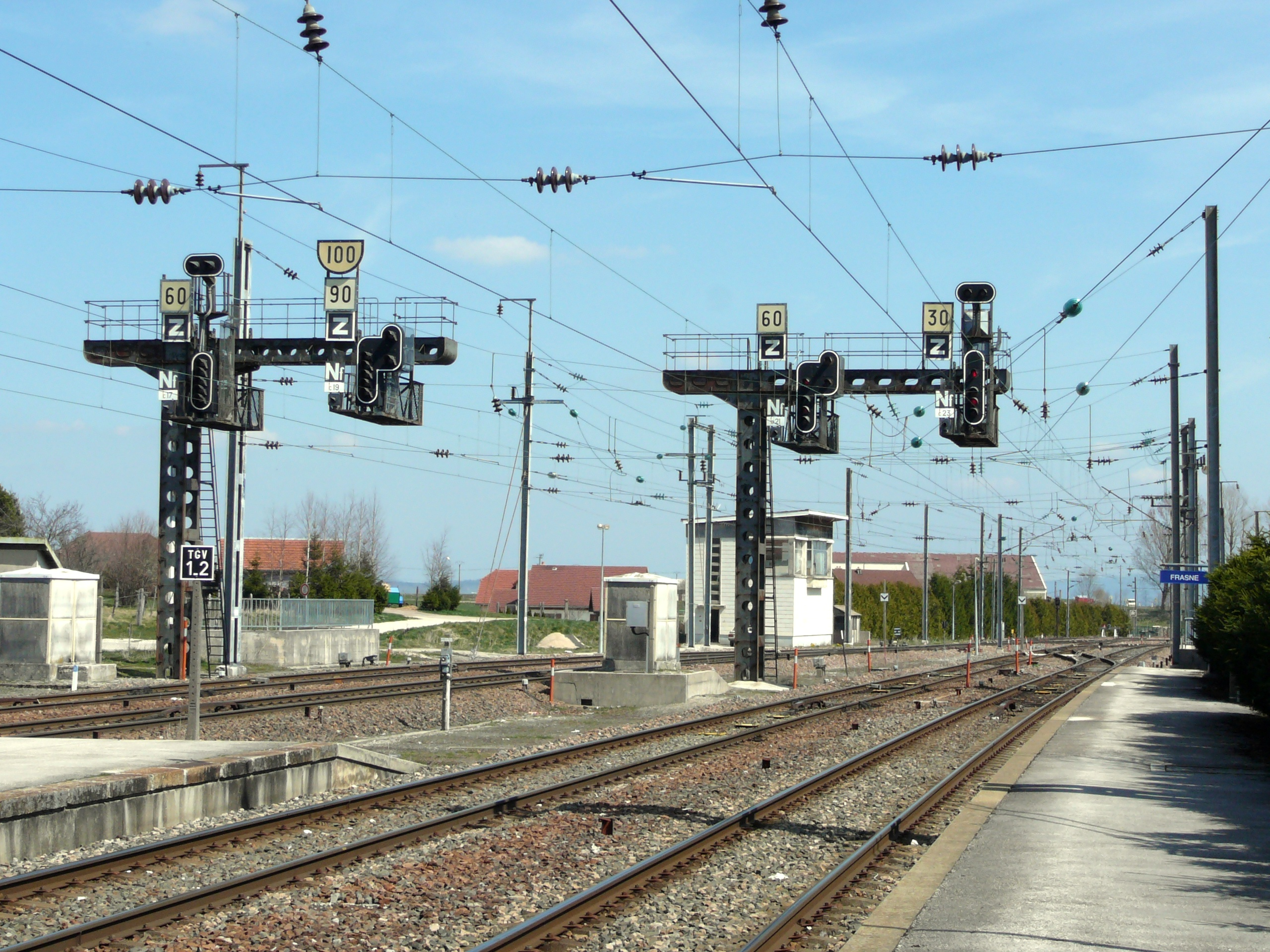
Gare de Frasne En amont de la bifurcation vers Pontarlier (Les Verrières Suisse) ou Vallorbe et Lausanne (Suisse)
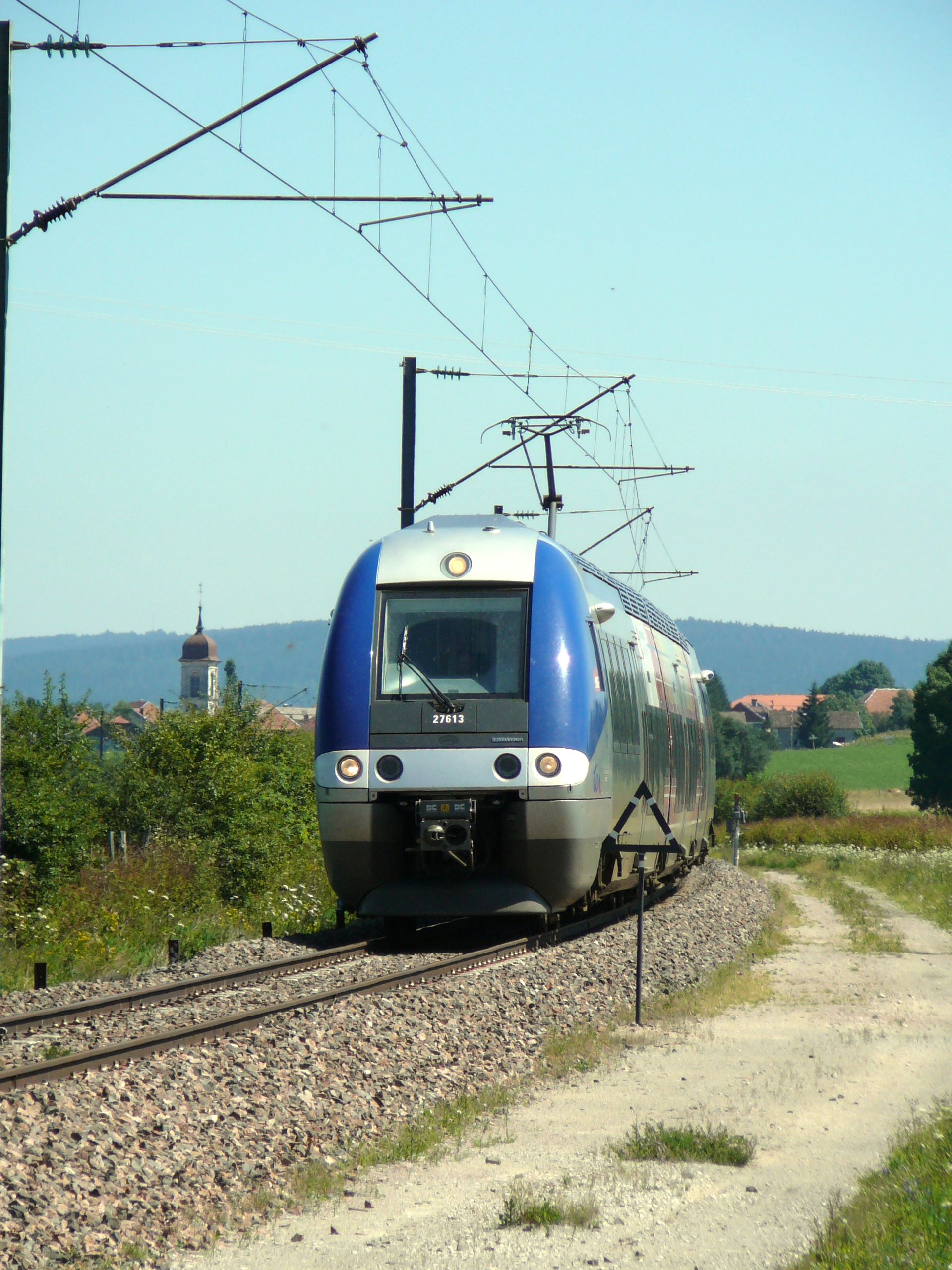
Rame de passage à la halte de Sainte-Colombe
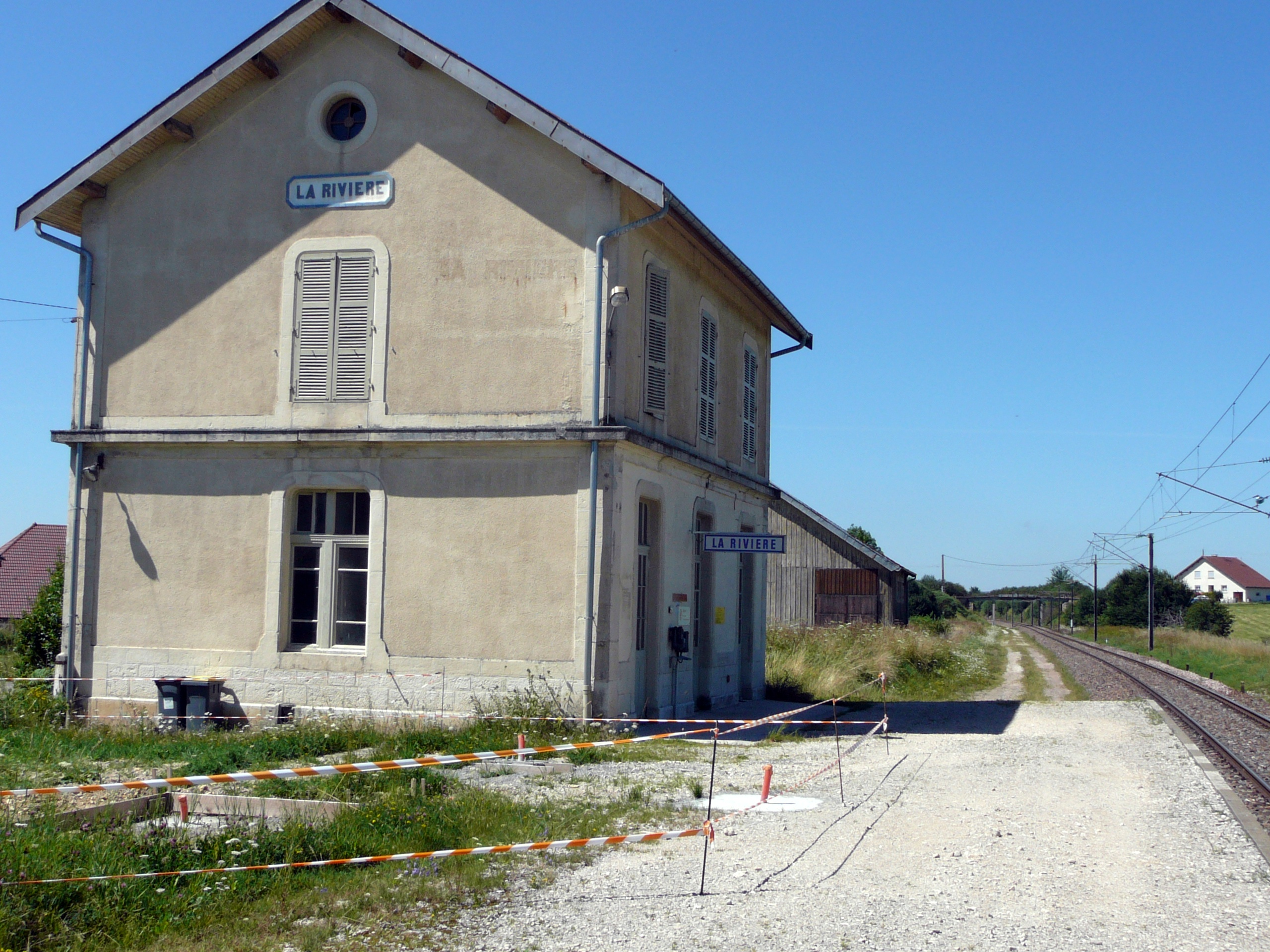
Halte de La Rivière
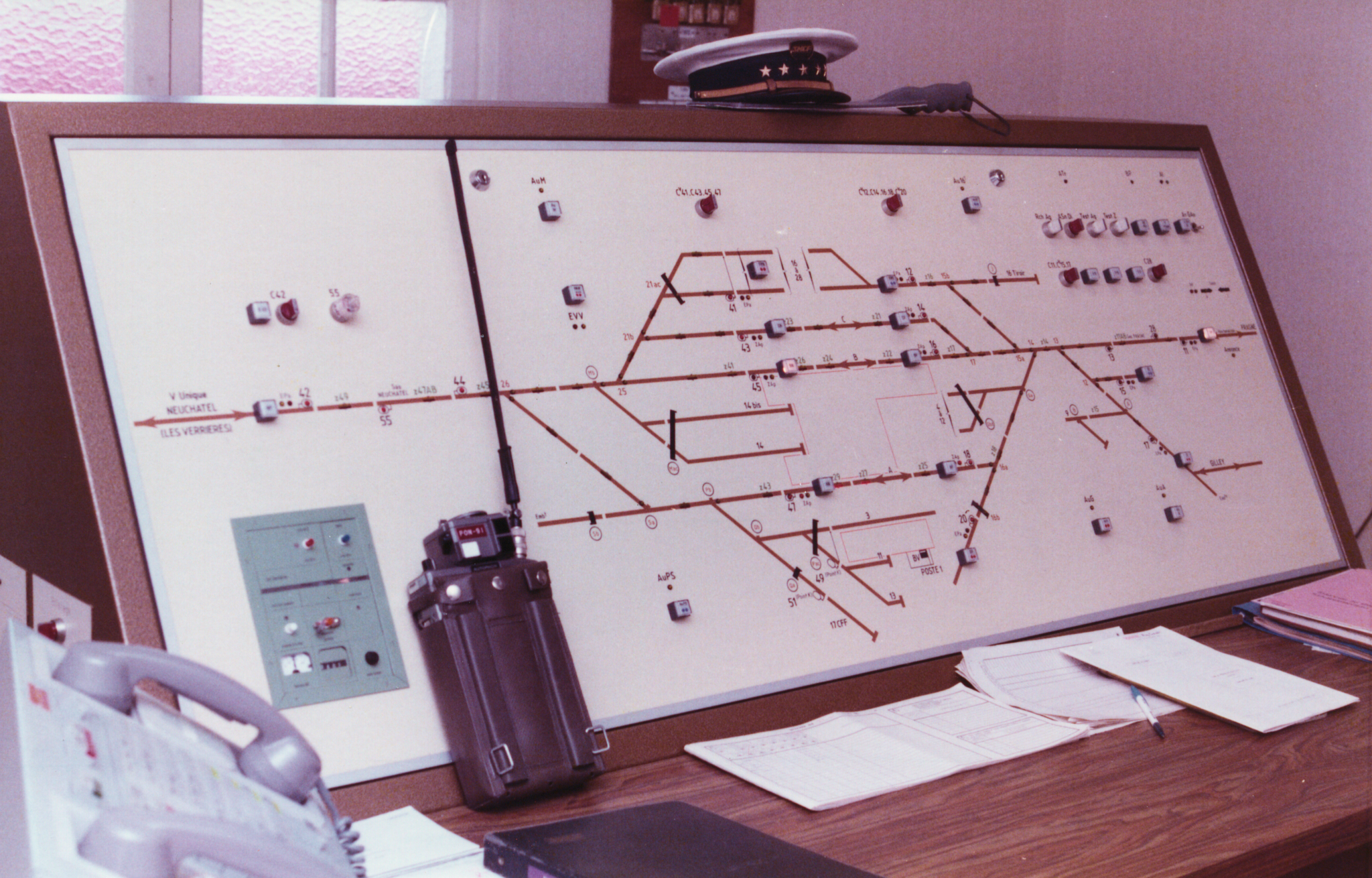
Gare de Pontarlier Façade du PRG Aperçu du block manuel suisse Intégra côté Les Verrières